# 하늘의 여왕
하늘의 여왕은 고대 지중해와 고대 근동 전역에서 숭배되던 수많은 고대 하늘의 여신에게 부여된 칭호였다. 이 칭호로 언급된 것으로 알려진 여신으로는 인안나, 아나트, 이시스, 누트, 아스타르테, 그리고 아마도 아세라 (예언자 예레미야에 의해)가 있다. 그리스-로마 시대에는 헤라와 유노가 이 칭호를 지녔다. 예배의 형식과 내용은 다양했다.